# الحرية (تجسيد)
آلهة الحرية سميت على اسم ويمثل مفهوم وجدت الحرية في كثير من الثقافات، بما في ذلك أمثلة الكلاسيكية التي يعود تاريخها إلى الإمبراطورية الرومانية إلى أولئك الذين يمثلون رموز وطنية مثل كولومبيا الأمريكية، وتمثال من الحرية، عمل فني تم إنشاؤها تحت اسم الحرية المنير العالم، وماريان الفرنسية.

## معرض صور

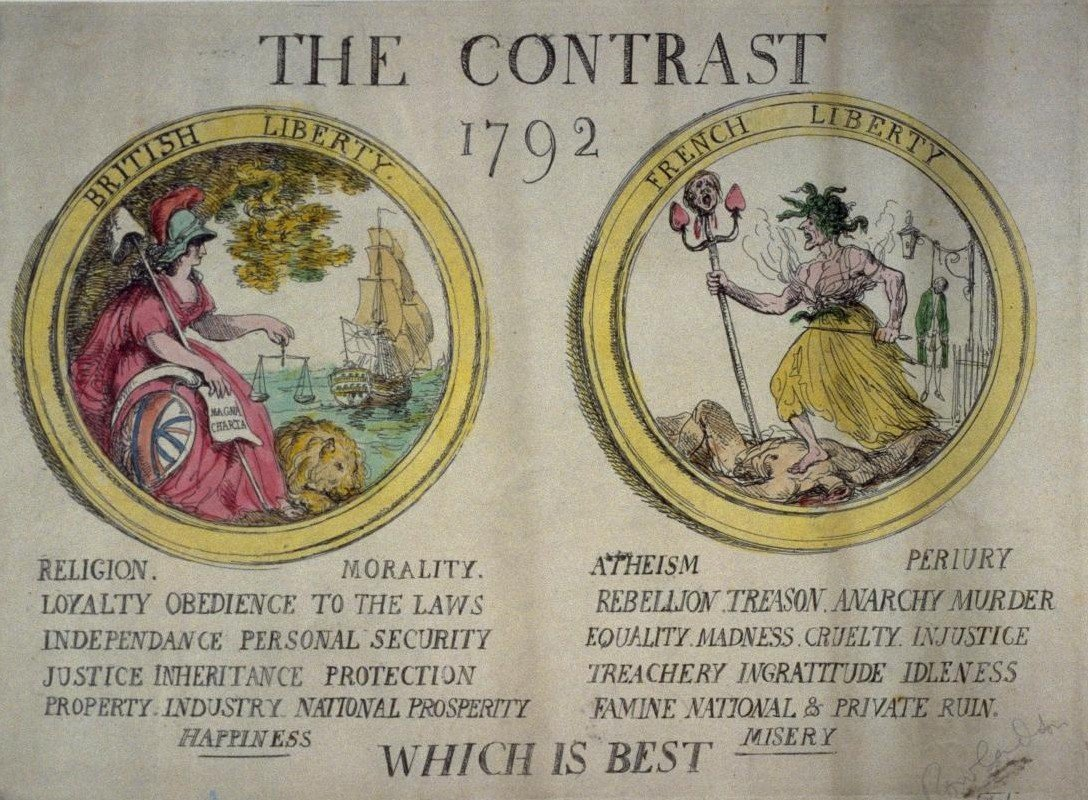

## روابط خارجية
- Texas Memorial Museum
- Texas statue
- Bee county courthouse in Texas
- Another article on Beeville courthouse
- Mackinac Island